# Нуаїтч 10
Нуаїтч 10 (англ. Nooaitch 10) — індіанська резервація в Канаді, у провінції Британська Колумбія, у межах регіонального округу Томпсон-Нікола.

## Населення
За даними перепису 2016 року, індіанська резервація нараховувала 142 особи, показавши зростання на 11,8%, порівняно з 2011-м роком. Середня густина населення становила 19,4 осіб/км².
З офіційних мов обидвома одночасно володіли 10 жителів, тільки англійською — 135. Усього 25 осіб вважали рідною мовою не одну з офіційних, з них усі — одну з корінних мов.
Працездатне населення становило 57,1% усього населення, рівень безробіття — 25%.

## Клімат
Середня річна температура становить 5,5°C, середня максимальна – 19,3°C, а середня мінімальна – -11,1°C. Середня річна кількість опадів – 425 мм.
| Клімат поселення                              | Клімат поселення | Клімат поселення | Клімат поселення | Клімат поселення | Клімат поселення | Клімат поселення | Клімат поселення | Клімат поселення | Клімат поселення | Клімат поселення | Клімат поселення | Клімат поселення | Клімат поселення |
| Показник                                      | Січ.             | Лют.             | Бер.             | Квіт.            | Трав.            | Черв.            | Лип.             | Серп.            | Вер.             | Жовт.            | Лист.            | Груд.            |                  |
| Середній максимум, °C                         | 1,56             | 4,26             | 7,55             | 11,24            | 15,41            | 18,81            | 18,64            | 19,25            | 14,94            | 9,46             | 3,05             | −1,09            |                  |
| Середня температура, °C                       | −4,78            | −2,08            | 1,19             | 4,91             | 9,06             | 12,48            | 15,44            | 16,05            | 11,74            | 6,27             | −0,14            | −4,28            |                  |
| Середній мінімум, °C                          | −11,12           | −8,42            | −5,14            | −1,44            | 2,72             | 6,13             | 12,24            | 12,85            | 8,54             | 3,08             | −3,33            | −7,46            |                  |
| Норма опадів, мм                              | 46               | 29               | 22               | 19               | 35               | 43               | 36               | 30               | 28               | 36               | 51               | 50               |                  |
| Середньомісячна швидкість вітру, м/с          | 2.10             | 2.20             | 2.40             | 2.70             | 2.50             | 2.40             | 2.23             | 2.08             | 1.92             | 2.06             | 2.12             | 2.06             |                  |
| Середньомісячна сонячна радіація, кДж/м²·день | 3482             | 6585             | 11086            | 16006            | 19459            | 20910            | 21996            | 18823            | 13416            | 7598             | 3781             | 2694             |                  |
| --------------------------------------------- | ---------------- | ---------------- | ---------------- | ---------------- | ---------------- | ---------------- | ---------------- | ---------------- | ---------------- | ---------------- | ---------------- | ---------------- | ---------------- |
| Джерело:                                      |                  |                  |                  |                  |                  |                  |                  |                  |                  |                  |                  |                  |                  |